# 马丁·欣特施托克
马丁·欣特施托克（德語：Martin Hinterstocker，1954年7月28日—），德国男子冰球运动员。他曾代表西德参加1976年和1980年冬季奥林匹克运动会冰球比赛，其中1976年冬季奥运会获得一枚铜牌。